# Anomaluromorpha
Los anomaluromorfos (Anomaluromorpha) son un suborden de mamíferos roedores. Este clado agrupa a las actuales familias Anomaluridae y Pedetidae, con cuatro géneros y nueve especies reconocidos, todas de África. También incluye, al menos, una familia fósil y varios géneros extintos, algunos de Asia.

## Taxonomía
Los anomaluromorfos tienen 9 especies vivas en 4 géneros:
- Superfamilia Anomaluroidea Gervais, 1849
  - Familia Anomaluridae
- Superfamilia Pedetoidea Gray, 1825
  - Familia Parapedetidae † McKenna & Bell, 1997
    - Parapedetes† Stromer, 1926

  - Familia Pedetidae

Los siguientes taxones fósiles también son considerados como anomaluroideos:
- Familia Zegdoumyidae † Vianey-Liaud, Jaeger, Hartenberger & Mahboubi, 1994
  - Glibemys† Vianey-Liaud et al., 1994
  - Glibia† Vianey-Liaud et al., 1994
  - Lazibemys† Marivaux et al., 2011
  - Zegdoumys† Vianey-Liaud et al., 1994
- Familia Nonanomaluridae†
  - Nonanomalurus†
- Familia Nementchamyidae† Jackson & Thorington, 2012
  - Kabirmys† Sallam et al., 2010
  - Nementchamys† Jaeger, Denys & Coiffait, 1985
  - Pondaungimys† Dawson et al., 2003